# زیریکلی‌کول
زیریکلی‌کول (انگلیسی: Ziriklykul) یک شهرک در شهرستان میاکینسکی استان باشقیرستان کشور روسیه است.